# Saison 4 de 9-1-1
 (avril 2021).
Si vous disposez d'ouvrages ou d'articles de référence ou si vous connaissez des sites web de qualité traitant du thème abordé ici, merci de compléter l'article en donnant les références utiles à sa vérifiabilité et en les liant à la section « Notes et références ».
Chronologie
Saison 3 Saison 5
Cet article présente le guide des épisodes de la quatrième saison de la série télévisée américaine 9-1-1.

## Généralités
- Aux États-Unis, cette saison est diffusée entre le 18 janvier 2021 au 24 mai 2021 sur le réseau Fox.
- Au Canada, elle est diffusée en simultané sur le réseau Global.

## Distribution

### Acteurs principaux
- Angela Bassett (VF : Maïk Darah) : Athena Grant
- Peter Krause (VF : Guillaume Orsat) : Robert « Bobby » Nash
- Jennifer Love Hewitt (VF : Sophie Arthuys) : Maddie Buckley
- Oliver Stark (VF : Franck Lorrain) : Evan « Buck » Buckley
- Kenneth Choi (VF : Marc Perez) : Howard « Chimney » Han
- Aisha Hinds (VF : Laura Zichy) : Henrietta « Hen » Wilson
- Ryan Guzman (VF : Pascal Nowak) : Edmundo « Eddie » Diaz
- Rockmond Dunbar (VF : Gilles Morvan) : Michael Grant
- Corinne Massiah (VF : Cécile Gatto) : May Grant
- Marcanthonee Jon Reis (VF : Gwenaëlle Julien) : Harry Grant
- Gavin McHugh (VF : Gwenaelle Jegou) : Christopher Diaz
- John Harlan Kim (VF : Rémi Caillebot) : Albert Han

### Acteurs récurrents
- Tracie Thoms (VF : Ilana Castro) : Karen Wilson
- Declan Pratt : Denny Wilson
- Margot Terry : Nia Wilson
- Bryan Safi (VF : Sébastien Ossard) : Josh Russo
- Debra Christofferson (VF : Christèle Billault) : Sue Blevins
- Cocoa Brown (en) (VF : Anne Mathot) : Carla Price
- La Monde Byrd : Dr David Hale
- Gabrielle Walsh : Ana Flores
- Megan West : Taylor Kelly
- Andi Chapman : Diedra
- Anirudh Pisharody : Ravi Panikkar
- Marsha Warfield : Antonia "Toni" Wilson
- Chiquita Fuller : Linda Bates

### Invités
- Nikki Deloach : Janell Hansen (épisode 1)
- Vanessa Marano : Sydney
- Gregory Harrison : Phillip Buckley
- Dee Wallace : Margaret Buckley
- Leah Pipes : Molly
- Ana Mercedes : Isabel Diaz

## Épisodes

### Épisode 1:Le Monde a changé
- États-Unis /  Canada : 18 janvier 2021 sur Fox / Global
- Suisse : 22 août 2021 sur RTS 1
- France : 26 août 2021 sur M6
- Belgique : 15 mai 2022 sur RTL-TVI

- États-Unis : 7,19 millions de téléspectateurs (première diffusion)
- France : 2,84 millions de téléspectateurs (13,5 %)[1] (première diffusion)

### Épisode 2:Nos liens invisibles
- États-Unis /  Canada : 25 janvier 2021 sur Fox / Global
- Suisse : 22 août 2021 sur RTS 1
- France : 26 août 2021 sur M6
- Belgique : 15 mai 2022 sur RTL-TVI

- États-Unis : 7,21 millions de téléspectateurs (première diffusion)
- France : 2,52 millions de téléspectateurs (12,9 %)[1]

### Épisode 3:Êtes-vous prêts pour le futur?
- États-Unis /  Canada : 1er février 2021 sur Fox / Global
- Suisse : 29 août 2021 sur RTS 1
- France : 2 septembre 2021 sur M6
- Belgique : 22 mai 2022 sur RTL-TVI

- États-Unis : 6,77 millions de téléspectateurs (première diffusion)
- France : 2,58 millions de téléspectateurs (11,7 %)[2] (première diffusion)

### Épisode 4:Le Secret
- États-Unis /  Canada : 8 février 2021 sur Fox / Global
- Suisse : 29 août 2021 sur RTS 1
- France : 2 septembre 2021 sur M6
- Belgique : 22 mai 2022 sur RTL-TVI

- États-Unis : 6,86 millions de téléspectateurs (première diffusion)
- France : 2,26 millions de téléspectateurs (11,4 %)[2]

### Épisode 5:Suis ta route
- États-Unis /  Canada : 15 février 2021 sur Fox / Global
- Suisse : 5 septembre 2021 sur RTS 1
- France : 9 septembre 2021 sur M6
- Belgique : 29 mai 2022 sur RTL-TVI

- États-Unis : 6,84 millions de téléspectateurs (première diffusion)
- France : 2,27 millions de téléspectateurs (10,5 %)[3] (première diffusion)

### Épisode 6:La Malédiction
- États-Unis /  Canada : 22 février 2021 sur Fox / Global
- Suisse : 5 septembre 2021 sur RTS 1
- France : 9 septembre 2021 sur M6
- Belgique : 29 mai 2022 sur RTL-TVI

- États-Unis : 6,73 millions de téléspectateurs (première diffusion)
- France : 2,00 millions de téléspectateurs (10,4 %)[3]

### Épisode 7:Nos chers voisins
- États-Unis /  Canada : 1er mars 2021 sur Fox / Global
- Suisse : 12 septembre 2021 sur RTS 1
- France : 16 septembre 2021 sur M6
- Belgique : 5 juin 2022 sur RTL-TVI

- États-Unis : 6,40 millions de téléspectateurs (première diffusion)
- France : 2,21 millions de téléspectateurs (10,2 %)[4] (première diffusion)

### Épisode 8:Un ami sur qui compter
- États-Unis /  Canada : 8 mars 2021 sur Fox / Global
- Suisse : 12 septembre 2021 sur RTS 1
- France : 16 septembre 2021 sur M6
- Belgique : 5 juin 2022 sur RTL-TVI

- États-Unis : 6,27 millions de téléspectateurs (première diffusion)
- France : 1,80 million de téléspectateurs (9,4 %)[4]

### Épisode 9:Aveuglé
- États-Unis /  Canada : 19 avril 2021 sur Fox / Global
- Suisse : 19 septembre 2021 sur RTS 1
- France : 23 septembre 2021 sur M6
- Belgique : 12 juin 2022 sur RTL-TVI

- États-Unis : 6,24 millions de téléspectateurs (première diffusion)
- France : 2,18 millions de téléspectateurs (9,7 %)[5] (première diffusion)

### Épisode 10:Il n'y a pas de parents parfaits
- États-Unis /  Canada : 26 avril 2021 sur Fox / Global
- Suisse : 19 septembre 2021 sur RTS 1
- France : 23 septembre 2021 sur M6
- Belgique : 12 juin 2022 sur RTL-TVI

- États-Unis : 5,96 millions de téléspectateurs (première diffusion)
- France : 2,05 millions de téléspectateurs (10,5 %)[5]

### Épisode 11:Les gens qui sauvent
- États-Unis /  Canada : 3 mai 2021 sur Fox / Global
- Suisse : 19 septembre 2021 sur RTS 1
- France : 23 septembre 2021 sur M6
- Belgique : 12 juin 2022 sur RTL-TVI

- États-Unis : 6,12 millions de téléspectateurs (première diffusion)

### Épisode 12:La chasse au trésor
- États-Unis /  Canada : 10 mai 2021 sur Fox / Global
- Suisse : 26 septembre 2021 sur RTS 1
- France : 30 septembre 2021 sur M6
- Belgique : 19 juin 2022 sur RTL-TVI

- États-Unis : 5,83 millions de téléspectateurs (première diffusion)
- France : 2,38 millions de téléspectateurs (11,0 %)[6] (première diffusion)

### Épisode 13:Instinct
- États-Unis /  Canada : 17 mai 2021 sur Fox / Global
- Suisse : 26 septembre 2021 sur RTS 1
- France : 30 septembre 2021 sur M6
- Belgique : 19 juin 2022 sur RTL-TVI

- États-Unis : 5,93 millions de téléspectateurs (première diffusion)
- France : 1,96 million de téléspectateurs (10,5 %)[6]

### Épisode 14:Être forts, être unis
- États-Unis /  Canada : 24 mai 2021 sur Fox / Global
- Suisse : 26 septembre 2021 sur RTS 1
- France : 30 septembre 2021 sur M6
- Belgique : 19 juin 2022 sur RTL-TVI

- États-Unis : 6,35 millions de téléspectateurs (première diffusion)

## Audiences aux États-Unis
| N° d'épisode | Titre original                | Titre français                   | Chaîne | Date de diffusion originale | Audience (en millions de téléspectateurs) | Pdm sur les 18-49 ans |
| ------------ | ----------------------------- | -------------------------------- | ------ | --------------------------- | ----------------------------------------- | --------------------- |
| 1            | The New Abnormal              | Le Monde a changé                | FOX    | 18 janvier 2021             | 7.19                                      | 1.2                   |
| 2            | Alone Together                | Nos liens invisibles             | FOX    | 25 janvier 2021             | 7.21                                      | 1.2                   |
| 3            | Future Tense                  | Êtes-vous prêts pour le futur ?  | FOX    | 1er février 2021            | 6.77                                      | 1.0                   |
| 4            | 9-1-1, What's Your Grievance? | Le Secret                        | FOX    | 8 février 2021              | 6.86                                      | 1.1                   |
| 5            | Buck Begins                   | Suis ta route                    | FOX    | 15 février 2021             | 6.84                                      | 1.0                   |
| 6            | Jinx                          | La Malédiction                   | FOX    | 22 février 2021             | 6.73                                      | 1.1                   |
| 7            | There Goes the Neighborhood   | Nos chers voisins                | FOX    | 1er mars 2021               | 6.40                                      | 1.1                   |
| 8            | Breaking Point                | Un ami sur qui compter           | FOX    | 8 mars 2021                 | 6.27                                      | 1.1                   |
| 9            | Blindsided                    | Aveuglé                          | FOX    | 19 avril 2021               | 6.24                                      | 1.1                   |
| 10           | Parenthood                    | Il n'y a pas de parents parfaits | FOX    | 26 avril 2021               | 5.96                                      | 1.0                   |
| 11           | First Responders              | Les gens qui sauvent             | FOX    | 3 mai 2021                  | 6.12                                      | 1.0                   |
| 12           | Treasure Hunt                 | La chasse au trésor              | FOX    | 10 mai 2021                 | 5.83                                      | 0.9                   |
| 13           | Suspicion                     | Instinct                         | FOX    | 17 mai 2021                 | 5.93                                      | 0.9                   |
| 14           | Survivors                     | Etre forts, être unis            | FOX    | 24 mai 2021                 | 6.35                                      | 1.1                   |

## Audiences en France
| N° d'épisode | Titre français                   | Chaîne | Date de diffusion française | Audiences (en millions de téléspectateurs) | Part d'audience (4 ans et plus) | Part d'audience (FRDA-50) |
| ------------ | -------------------------------- | ------ | --------------------------- | ------------------------------------------ | ------------------------------- | ------------------------- |
| 1            | Le Monde a changé                | M6     | 26 août 2021                | 2.84                                       | 13.5 %                          | 24.4 %                    |
| 2            | Nos liens invisibles             | M6     | 26 août 2021                | 2.52                                       | 12.9 %                          | 22.2 %                    |
| 3            | Êtes-vous prêts pour le futur ?  | M6     | 2 septembre 2021            | 2.58                                       | 11.7 %                          | 20.9 %                    |
| 4            | Le Secret                        | M6     | 2 septembre 2021            | 2.26                                       | 11.4 %                          | 20.9 %                    |
| 5            | Suis ta route                    | M6     | 9 septembre 2021            | 2.27                                       | 10.5 %                          | 18.3 %                    |
| 6            | La Malédiction                   | M6     | 9 septembre 2021            | 2.00                                       | 10.4 %                          | 18.3 %                    |
| 7            | Nos chers voisins                | M6     | 16 septembre 2021           | 2.21                                       | 10.2 %                          | 17.5 %                    |
| 8            | Un ami sur qui compter           | M6     | 16 septembre 2021           | 1.80                                       | 9.4 %                           | 17.5 %                    |
| 9            | Aveuglé                          | M6     | 23 septembre 2021           | 2.18                                       | 9.7 %                           | 19.7 %                    |
| 10           | Il n'y a pas de parents parfaits | M6     | 23 septembre 2021           | 2.05                                       | 10.5 %                          | 19.7 %                    |
| 11           | Les gens qui sauvent             | M6     | 23 septembre 2021           | /                                          | /                               | /                         |
| 12           | La chasse au trésor              | M6     | 30 septembre 2021           | 2.38                                       | 11.0 %                          | 21.0 %                    |
| 13           | Instinct                         | M6     | 30 septembre 2021           | 1.96                                       | 10.5 %                          | 21.0 %                    |
| 14           | Être forts, être unis            | M6     | 30 septembre 2021           | /                                          | /                               | /                         |